# Ulrik Adolf Holstein

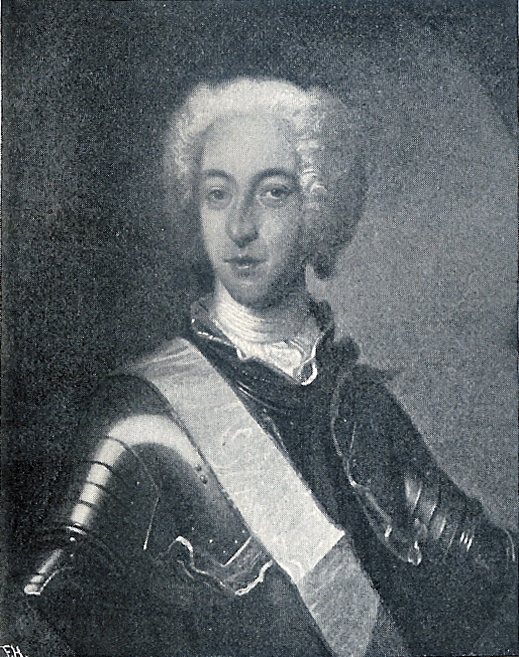
Ulrik Adolf von Holstein

Ulrik Adolf (von) Holstein (använde ursprungligen namnformen Holst), född 14 april 1664, död 21 augusti 1737, var en dansk greve och statsman.
Holstein blev 1679 page hos kronprins Fredrik och vann hans synnerliga ynnest, fick 1700 Fuirendal som friherreskap, men avlägsnades 1703 från hovet, därför att han avrådde kungen från giftermål med Helene von Viereck, och blev amtman i Flensburg. Dock blev han samma år geheimeråd och 1708 greve till Holsteinborg.
Han var gift med Christine Reventlow och hjälpte 1712 kungen att enlevera hennes halvsyster Anna Sophie. År 1718 drog han till England i en viktig beskickning, upptogs 1719 i konseljen och blev, sedan hans svägerska upphöjts till drottning, 1721 storkansler, men avlägsnades vid kungens död 1730.